# Cleveland Cavaliers
Los Cleveland Cavaliers (en idioma español: Caballeros de Cleveland), también conocidos con la abreviatura Cavs, son un equipo profesional de baloncesto de los Estados Unidos con sede en Cleveland, Ohio. Compiten en la División Central de la Conferencia Este de la National Basketball Association (NBA) y disputan sus partidos como locales en el Rocket Mortgage FieldHouse. Ganaron su primer título de la NBA en la temporada 2015-16.

## Pabellones
- Cleveland Arena (1970-1974)
- Coliseum at Richfield (1974-1994)
- Rocket Mortgage FieldHouse (1994-presente) [antes denominado como Gund Arena (1994–2005) y Quicken Loans Arena (2005–2019)]

## Historia

### Primeros años
Los Cavaliers comenzaron jugando en la NBA en 1970, siendo propietario del equipo Nick Mileti. Por entonces, jugaban sus partidos como local en el Cleveland Arena y eran entrenados por Bill Fitch. En su primera temporada lograron un balance de 15 victorias por 67 derrotas. Tras elegir en el Draft de 1970 con el número 1 a Austin Carr, comenzaron a construir el equipo en torno a él. Sin embargo, las continuas lesiones que le asediaron fueron un impedimento para que se convirtiera en un jugador de la élite.
Las siguientes temporadas fueron mejores para los Cavaliers, que año a año se iban reforzando con jugadores como Bingo Smith, Jim Chones, Jim Cleamons y Dick Snyder. Cleveland consiguió un récord de 23-59 en su segunda temporada en la NBA, siguiendo con un 32-50 en la 1972-73 y con un pequeño bajón en la 1973-74: 29-53. En 1974, el equipo se mudó a jugar al Coliseum de Richfield, localizado en Summit County. Ese año, finalizaron con un 40-42, quedando a un paso de disputar los playoffs por primera vez.
En la campaña 1975-76, con Carr, Smith, Chones, Snyder, el recién adquirido Nate Thurmond, y Fitch liderando al equipo en los banquillos, los Cavs completaron un 49-33, siendo el mejor récord de la División Central, entrando en playoffs y con Fitch recibiendo el premio al Mejor Entrenador del Año.
En la primera ronda eliminaron a Washington Bullets por 4-3. A causa de varias acciones arriesgadas y canastas en los últimos segundos, la serie fue conocida como "El Milagro de Richfield". Sin embargo, debido a las lesiones, en especial la de Jim Chones, los Cavs cayeron en las Finales del Este ante Boston Celtics.
Cleveland ganó 43 partidos las dos temporadas siguientes (1976-77 y 1977-78), pero en ambas fracasaron en la postemporada. Tras un balance de 30-52 en la campaña 1978-79, Fitch dejó el equipo. Al año siguiente, con Stan Albeck como entrenador, los Cavs cosecharon 37 victorias y 45 derrotas, por lo que el propietario original Mileti vendió sus acciones a Joe Zingale, nuevo dueño del equipo.
En 1980, tras unos meses, Zingale vendió el equipo al magnate Ted Stepien. En un principio, Stepien quiso renombrar el equipo haciéndolo llamar "Ohio Cavaliers", mientras que el plan incluía jugar sus partidos de casa no solo en la zona de Ohio, sino también en Buffalo, Nueva York y Pittsburgh, Pensilvania.
Pero los Cavs volvían a ser uno de los peores equipos de la NBA, cosechando un 28-54 en la temporada 1980-81, y un 15-67 al año siguiente. En la 1981-82 perdió los 19 últimos partidos de la campaña, y junto con los 5 primeros de la siguiente, formaron con 24 la mayor racha de derrotas de la historia de la liga. Aunque el equipo mejoró tímidamente con un 23-59, el apoyo local tocó definitivamente fondo, promediando tan solo 3.900 espectadores en un pabellón que caben más de 20.000. Stepien amenazó con llevar el equipo a la ciudad de Toronto, pero los hermanos George Gund y Gordon Gund compraron la franquicia a mediados de los 80 y decidieron mantener al equipo en Cleveland. Toronto, de hecho, conseguiría su propio equipo en 1993, con los Raptors.

### De la cima al ocaso
En 1986, bajo la propiedad de los hermanos Gund, el equipo adquirió, mediante traspasos o elecciones de draft, a Brad Daugherty, Mark Price, Ron Harper y Larry Nance. Aquellos jugadores (excepto Harper, que fue traspasado a Los Angeles Clippers a cambio de los derechos de Danny Ferry), formaron el corazón del equipo, bajo la tutela del entrenador Lenny Wilkens, quien lideró al equipo a ocho temporadas alcanzando los playoffs en nueve años, incluyendo tres campañas de 50 o más victorias.
Sin embargo, en 1989, los Cavs fueron eliminados de los playoffs en primera ronda por Chicago Bulls. En el cuarto encuentro de la serie, Cleveland consiguió ganar 108-105 a los Bulls igualando la serie a 2. La ventaja de campo era para los Cavs. Ya en el quinto y definitivo partido, Michael Jordan logró anotar una canasta en la bocina sobre Craig Ehlo y eliminar a los Cavs en el último suspiro. Con "El Tiro", como se conoció a la canasta, puso la eliminatoria 3-2 a favor de los "toros", y está considerada una de las mejores buzzer-beaters (canastas sobre la bocina) de todos los tiempos. Pero la cima del éxito del equipo se vio en la temporada 1991-92, en la que los Cavs consiguieron un balance de 57-25 y avanzaron a las Finales de Conferencia, cayendo eliminados con Chicago (4-2).

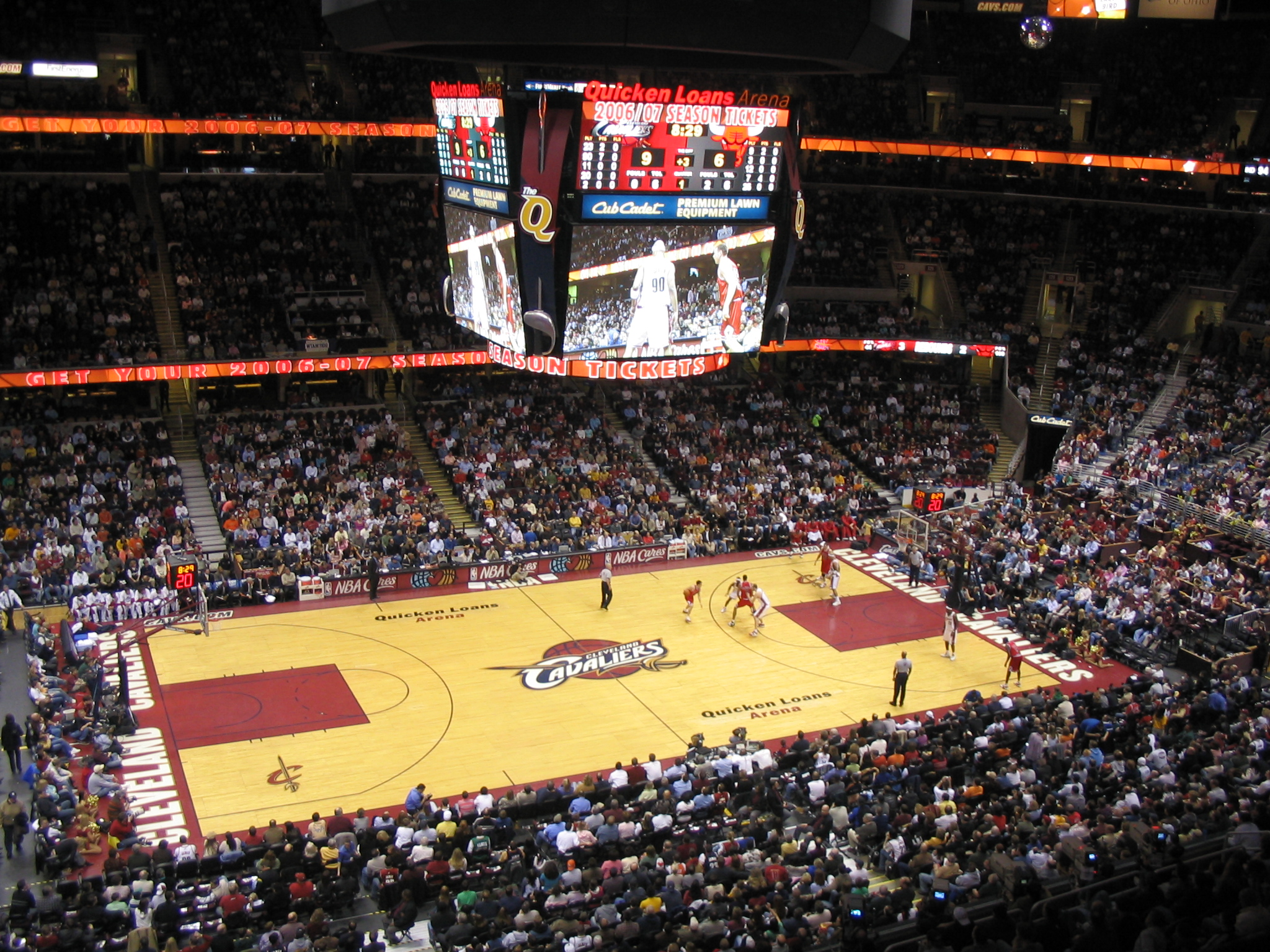
Quicken Loans Arena (antes Gund Arena), pabellón de los Cavs desde 1994.

A partir de entonces, los Cavs entraron en un periodo de decadencia. Con las retiradas y marchas de Nance, Daugherty y Price, el equipo perdió parte de su dominio y no fue capaz de llegar más allá de la primera ronda de playoffs en la mayoría de las siguientes temporadas. En la campaña de 1992-93, el equipo logró un 54-28, pero fue eliminado por los Bulls en las Semifinales de Conferencia, por un humillante 4-0. Tras ello, Lenny Wilkens se marchó a Atlanta Hawks.
Mike Fratello fue el encargado de suceder a Wilkens en la temporada 1993-94. Los Cavs se convirtieron en uno de los mejores equipos defensivos de la liga bajo el liderazgo de su base Terrell Brandon. En ataque, en cambio, el equipo flojeaba más, siendo lentos y controlando el tempo del juego en todo momento. Aunque no tuvieran problemas para alcanzar la postemporada, el equipo no superaba la primera ronda.
En 1994, el equipo se mudó al pablellón Gund Arena, en el centro de la ciudad, donde cabían 20.562 espectadores. En 1997 hizo de anfitrión para el All-Star Game, además de para el nombramiento de los 50 mejores jugadores de la historia de la NBA.
Posteriormente, los jugadores Shawn Kemp, Ricky Davis y Žydrūnas Ilgauskas dieron más calidad al equipo, aunque sin lograr el éxito. Tras la temporada 1998-99, Fratello fue despedido de los Cavs.
Varias temporadas consecutivas hicieron caer a los Cavs a las profundidades de la liga, convirtiéndose en un equipo de lotería de draft. Tras otra campaña decepcionante en la 2002-03, los Cavs consiguieron el número 1 del Draft de 2003, seleccionando a LeBron James, procedente del instituto.

### 2003-2010: La primera era de LeBron James

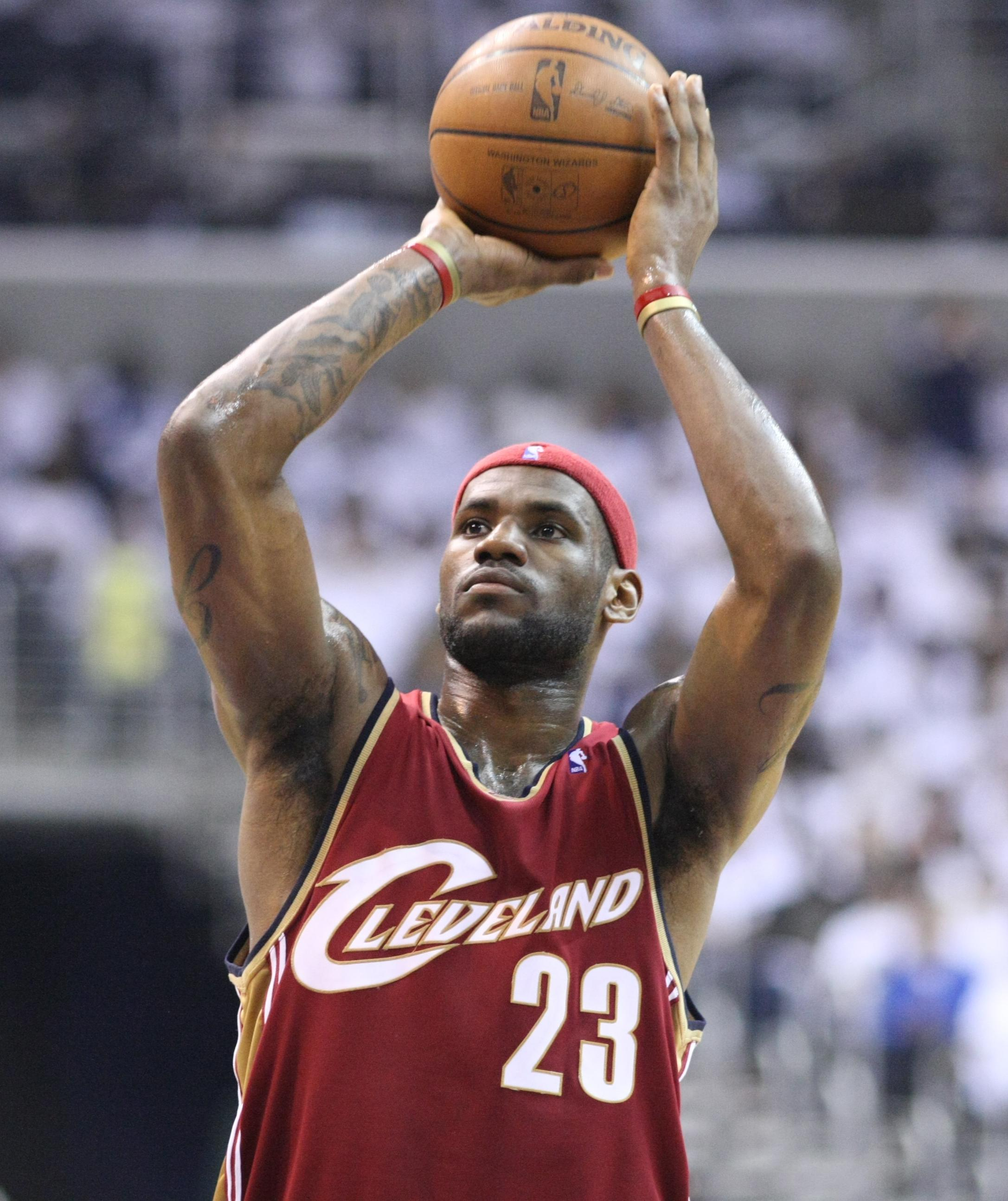
LeBron James llegó a los Cavs en 2003.

James se convirtió rápidamente en una estrella local, ya que jugó al baloncesto en el instituto St. Vincent - St. Mary, en Akron, una localidad cercana a Cleveland. La temporada 2003-04 ofrecía muchas esperanzas, con James convirtiéndose en un jugador dominante, y ganador del premio Rookie del Año por delante de Carmelo Anthony.
La 2004-05 aún prometía más. James se colocó definitivamente en la élite de la liga, aumentando sus promedios en puntos, rebotes, asistencias y porcentajes. A pesar de la marcha de Carlos Boozer por circunstancias dudosas, James formó con Ilgauskas y Drew Gooden el corazón del equipo. Tras un principio de temporada prometedor, comenzaron a perder partidos y a descender puestos con cierta rapidez, peligrando incluso los playoffs. Finalmente, con los despidos del entrenador Paul Silas y el general mánager Jim Paxson, el equipo se quedó fuera de la postemporada empatando en el octavo puesto con New Jersey Nets.
El verano de 2005 vio muchos cambios en el equipo de los Cavs. Con nuevo entrenador, Mike Brown, y nuevo general mánager, el exjugador del equipo Danny Ferry, encaraban una temporada que apuntaba ser más exitosa. Larry Hughes, Donyell Marshall y Damon Jones se incorporaron como agentes libres. Todo ello estaba liderado por LeBron James, el considerado sucesor de Michael Jordan.
En marzo, los Cavaliers lograron su primera aparición en playoffs desde 1998. Finalizaron cuartos en la Conferencia Este y se enfrentaron en primera ronda contra Washington Wizards. Tras los dos primeros partidos, la serie estaba igualada, pero en el tercer encuentro apareció James a falta de 5.7 segundos para anotar la canasta decisiva. El cuarto partido fue para los Wizards, que empataban de nuevo la eliminatoria. Con la serie de nuevo en Cleveland, los Cavs se llevaron la victoria por 121-120, con una apasionante prórroga en la que James decidió el partido a falta de 0.9 segundos para el final. En el sexto encuentro también se llegó a la prórroga, gracias a un triple final de Gilbert Arenas. Pero en el tiempo suplementario, Damon Jones anotó un tiro en los momentos finales que daba el partido y la eliminatoria a los Cavs. Por primera vez en 13 años, avanzaban a las Semifinales de Conferencia.
En segunda ronda, ante Detroit Pistons, los Cavs perdían los dos primeros partidos, pero, de manera increíble, daban la vuelta a la eliminatoria ganando los tres siguientes, incluido uno en el Palace of Auburn Hills. Sin embargo, perdieron el sexto encuentro en casa y en el séptimo y definitivo, los Pistons sentenciaron por 79-61. En la temporada 2006-07, la franquicia hizo historia clasificándose por primera vez a unas Finales de la NBA. En Finales de Conferencia eliminaron a los Pistons en seis partidos, vengándose de la derrota del año anterior, con un James estelar. Ya en las Finales, unos Spurs liderados por el base francés Tony Parker (MVP de las Finales) finalizaron el sueño de los Cavs barriéndoles fácilmente por 4-0.
En la temporada 2007-08, los Cavaliers han sido el tercer mejor equipo del Este, con 45 victorias y 37 derrotas, y han sido eliminados en el séptimo partido de la semifinal de Conferencia, por los Boston Celtics, por 4 victorias a 3.
Los Cavaliers tuvieron la mejor temporada regular de su historia en 2008-2009, con 66 victorias y 16 derrotas, además se quedaron a un partido del mejor récord de partidos como local en la historia de la liga con 39-2, solo superado por los Boston Celtics de 1986 que tuvieron una marca de 40-1. LeBron James coronaria una gran temporada recibiendo el premio al jugador más valioso (MVP), el primero en la historia del equipo.
Los playoffs tenían a los Cavaliers y a los Lakers como grandes candidatos al título y en las primeras rondas paso sin problemas, primero venciendo a unos Pistons que venían en un mal momento 4-0 y en semifinales de conferencia barrieron con los Atlanta Hawks 4-0. Llegando muy fuertes a las finales de conferencia se toparon con el Orlando Magic quienes llegaron en gran forma y fueron superiores a Cleveland. Los Cavaliers perdieron la serie 2-4 en una de las derrotas más duras que ha tenido la franquicia.
La temporada 2009-2010 los vio finalizar nuevamente en la primera posición en el Este Con LeBron James consiguiendo nuevamente el premio al Jugador más Valioso. En los Playoffs sin embargo no lograron pasar la semifinal de Conferencia perdiendo 2-4 con los Boston Celtics. Tras este resultado se empezó a hablar con mucha fuerza de la ida como agente libre, hecho que finalmente sucedió con LeBron decidiendo marcharse a Miami Heat tomando la decisión en un polémico programa especial televisivo de 1 hora. Situación que provocó la ira de muchos seguidores del equipo. Tras esto la franquicia quedó diezmada teniendo que comenzar el proceso de reconstrucción para intentar volver a ser un equipo competitivo.

### 2010-2014: El ocaso sin LeBron James
El equipo de Cleveland tras la partida de LeBron no pudo levantar cabeza, batiendo el récord de mayor cantidad de derrotas consecutivas en una sola temporada e igualando el récord de derrotas consecutivas totales de 26 partidos. En esta misma temporada, sufrió la mayor paliza de la historia de la temporada, contra Los Angeles Lakers 112 - 57.
Tras la avergonzante temporada 2010-11, para la 2011-12 los Cavaliers pretendieron reforzarse, para ello dispusieron de dos Top-5 rondas del draft, donde escogieron a Kyrie Irving y Tristan Thompson. En verano también firmarían al israelí Omri Casspi procedente de Sacramento Kings y se marcharía J.J. Hickson. En marzo, a última hora del mercado de traspasos, los Cavaliers traspasaron a Ramon Sessions y Christian Eyenga a Los Angeles Lakers a cambio de Luke Walton y Jason Kapono (este último rápidamente cortado).
Para la 2012-13, los Cavaliers firmaron al agente libre C.J. Miles, además en el draft de 2012 escogieron al escolta Dion Waiters y al ala-pívot Tyler Zeller.

### 2014-2018: El regreso de LeBron

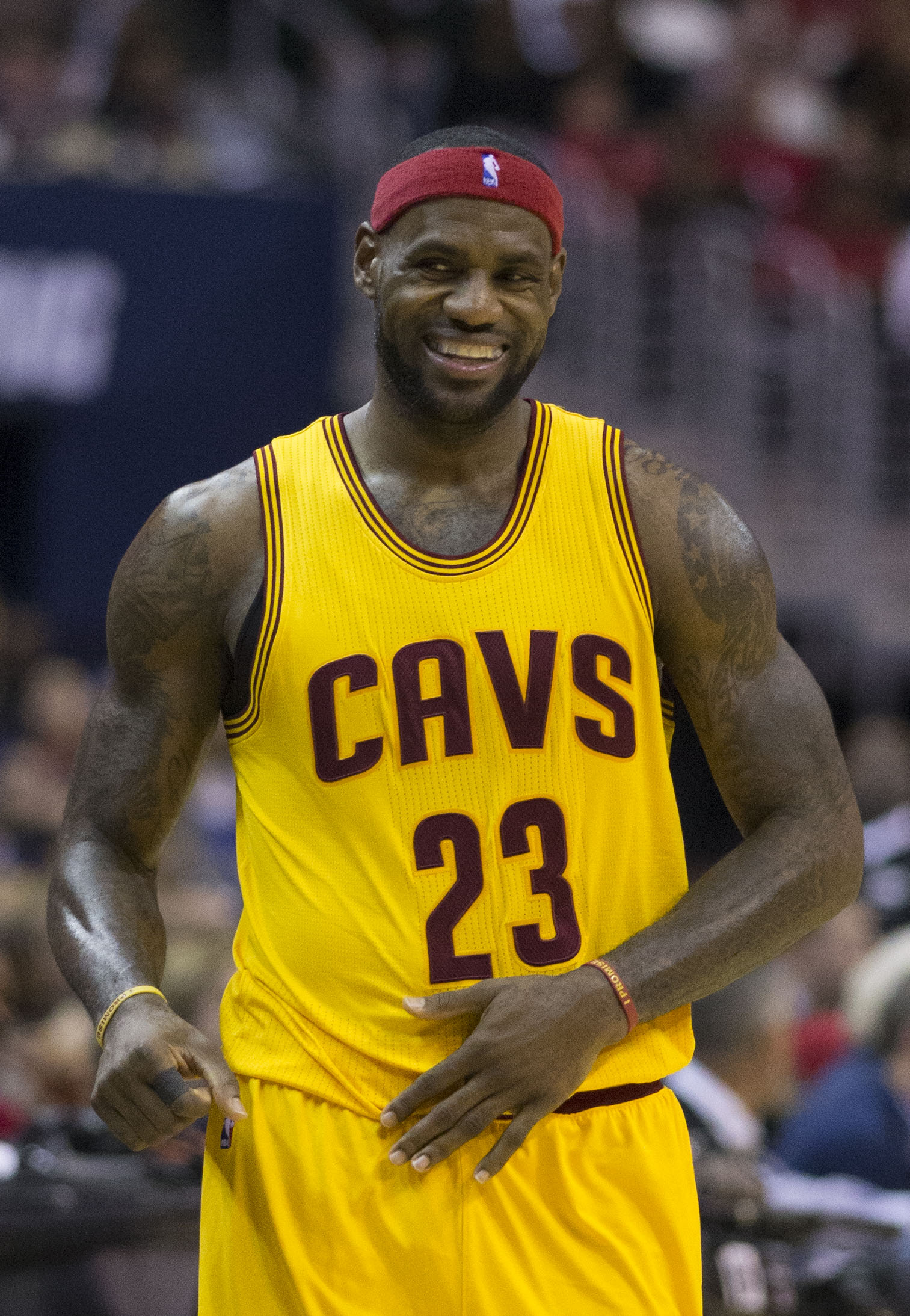
LeBron James regresó a Cleveland en 2014.

Después de sufrir una derrota en las Finales de 2014 ante los San Antonio Spurs y al ver que los Cavaliers disponían de 3 jugadores elegidos como n.º 1 del Draft, LeBron decidió volver. Tras elegir a Andrew Wiggins en el draft de 2014 como número 1, LeBron James, en calidad de agente libre, decidió volver a Cleveland. Los Cavaliers consiguieron a Kevin Love de Minnesota Timberwolves en un traspaso a tres bandas. El equipo empezó mal la temporada pero en enero consiguieron a Timofey Mozgov, J.R. Smith e Iman Shumpert.
Tras un titubeante inicio de temporada, los Cavs terminaron la temporada con un balance de 53-29 y entraron como segundos en el este tras Atlanta Hawks. En la primera ronda de los playoffs se enfrentaron a Boston Celtics, un equipo en joven y en formación. Los Cavs no tuvieron problemas y barrieron a los celtics para pasar a la segunda ronda. En esta les tocó Chicago Bulls que venía de ganar 120-66 en el sexto juego de su serie ante los Milwaukee Bucks. En el primer partido los Bulls sufrieron para ganar, pero los Cavs dieron un golpe sobre la mesa para empatar la serie. En el tercer partido, un triple de Derrick Rose dio la victoria a los Bulls y ponía la serie 2-1; pero Cleveland ganaría el cuarto, con un doble doble de LeBron para ganarlo. El quinto y sexto partido serían para los Cavs y así pudieron avanzar a las finales de conferencia. En estas se enfrentaron a los Atlanta Hawks, que fueron barridos por los Cavs, destacando el tercer partido que no solo terminó 111-114, sino que LeBron hizo un triple doble con 37 puntos, 18 rebotes y 13 asistencias. Los Cavs avanzaban a las finales por primera vez desde el 2007, pero terminaron cayendo ante los Golden State Warriors con un resultado global 4-2, un año más tarde conseguirían la venganza y remontarían el famoso 3-1 contra los Golden State Warriors.
En la siguiente temporada, la 2015-16, terminaron con un récord de 57-25 y en la primera posición de la Conferencia Este. En los playoffs, se enfrentaron a los Detroit Pistons y a los Atlanta Hawks, resultando ambos encuentros en un 4-0 favorable a los de Ohio. En las finales de conferencia ganaron 4-2 a los peligrosos Toronto Raptors de DeRozan, Lowry y Ross; y, en las Finales, se enfrentaron a Golden State Warriors, en una serie muy igualada que tuvo que resolverse en el séptimo partido, proclamándose finalmente Cleveland Cavaliers como campeones de la NBA, lo que supuso el primer título para la franquicia. Entre los logros de dicha serie, cabe destacar que remontaron un 3-1 favorable a los Warriors, siendo el primer equipo en la historia de la NBA en conseguirlo en unas Finales, y que LeBron James y Kyrie Irving batieron un récord de anotación en el quinto encuentro, el que supuso el 3-2 y el inicio de la remontada de los Cavaliers, al llegar a los 41 puntos cada uno de ellos en el mismo partido.
Tras el título, llegaron a otras dos finales más (2017 y 2018), perdiendo de nuevo ante los Warriors de Curry y Durant pero la marcha de LeBron James en verano de 2018, propició en hundimiento del equipo.

### 2018-2022: Nueva reconstrucción
Kevin Love quedaría como primer espada del equipo, pero el equipo no lograría clasificarse para playoffs en la temporada temporada 2018-19 con un récord de 19-63.
Durante la temporada 2020-21, el equipo se hizo con Jarrett Allen, pero terminó con un balance de 21-51, en posición decimotercera de su conferencia, perdiéndose los playoffs por tercer año consecutivo.
De cara a la temporada 2021-22 se refuerza con Ricky Rubio y Lauri Markkanen. Termina la temporada regular con un balance de 44-38, octavo de su conferencia y clasificándose para Play-In, donde caerían eliminados ante Brooklyn y Atlanta, quedando fuera de playoffs por cuarto año consecutivo.

### 2022-presente: La era de Donovan Mitchell
Para la 2022-23 los Cavaliers ficharon a Donovan Mitchell mediante un traspaso con los Utah Jazz en el que enviaron a Salt Lake City a Ochai Agbaji, Lauri Markkanen, Collin Sexton y cinco elecciones de primera ronda de Draft. Con Mitchell como estrella el equipo finalizó cuarto de su conferencia con un balance de 51-31, clasificándose para Playoffs por primera vez desde 2018 y por primera vez sin LeBron James en la plantilla desde 1998. Ya en postemporada, cayeron en primera ronda ante los New York Knicks en cinco partidos.
Para la siguiente temporada, la 2023-24 firman a Max Strus, finalizando cuarto de su conferencia, clasificándose para playoffs por segundo año consecutivo. En postemporada vencen en el séptimo encuentro de primera ronda a los Magic (4-3), pero caen en semifinales ante los Boston Celtics (1-4).
Antes del inicio de la temporada 2024-25 no realizan ningún movimiento importante en el mercado, pero firman como entrenador a Kenny Atkinson. Comienzan la temporada con un arranque histórico, al enlazar 15 partidos consecutivos con victoria, siendo el cuarto equipo en toda la historia en conseguirlo tras los 15-0 de Washington Capitols (1948-49) y Houston Rockets (1993-94), y el 24-0 de los Golden State Warriors (2015-16). El 10 de marzo de 2025 se convierten el segundo equipo en encadenar 14 victorias consecutivas con al menos 110 puntos tras los Celtics de la temporada 1986. El 11 de marzo consiguen, aparte del título de división, enlazar 15 victorias consecutivas por segunda vez una misma temporada, hito solamente conseguido por Phoenix Suns (2006-07), Los Angeles Lakers (1999-00), Utah Jazz (1996-97), Milwaukee Bucks (1970-71) y Washington Capitols (1946-47). El 31 de marzo alcanzan las 60 victorias por tercera vez en su historia, tras las temporadas 2008-09 y 2009-10.

## Trayectoria
Nota: G: Partidos ganados; P:Partidos perdidos; %:porcentaje de victorias
| Temporada           | G    | P    | %    | Play-offs                                                                               | Resultado                                                                                            |
| ------------------- | ---- | ---- | ---- | --------------------------------------------------------------------------------------- | --- |
| Cleveland Cavaliers |      |      |      |                                                                                         | |
| 1970-71             | 15   | 67   | .183 |                                                                                         | |
| 1971-72             | 23   | 59   | .280 |                                                                                         | |
| 1972-73             | 32   | 50   | .390 |                                                                                         | |
| 1973-74             | 29   | 53   | .354 |                                                                                         | |
| 1974-75             | 40   | 42   | .488 |                                                                                         | |
| 1975-76             | 49   | 33   | .598 | Gana Semifinales Conferencia Pierde Finales Conferencia                                 | Cleveland 4, Washington 3 Boston 4, Cleveland 2                                                      |
| 1976-77             | 43   | 39   | .524 | Pierde 1.ª Ronda                                                                        | Washington 2, Cleveland 1                                                                            |
| 1977-78             | 43   | 39   | .524 | Pierde 1.ª Ronda                                                                        | New York 2, Cleveland 0                                                                              |
| 1978-79             | 30   | 52   | .366 |                                                                                         | |
| 1979-80             | 37   | 45   | .451 |                                                                                         | |
| 1980-81             | 28   | 54   | .341 |                                                                                         | |
| 1981-82             | 15   | 67   | .183 |                                                                                         | |
| 1982-83             | 23   | 59   | .280 |                                                                                         | |
| 1983-84             | 28   | 54   | .341 |                                                                                         | |
| 1984-85             | 36   | 46   | .439 | Pierde 1.ª Ronda                                                                        | Boston 3, Cleveland 1                                                                                |
| 1985-86             | 29   | 53   | .354 |                                                                                         | |
| 1986-87             | 31   | 51   | .378 |                                                                                         | |
| 1987-88             | 42   | 40   | .512 | Pierde 1.ª Ronda                                                                        | Chicago 3, Cleveland 2                                                                               |
| 1988-89             | 57   | 25   | .695 | Pierde 1.ª Ronda                                                                        | Chicago 3, Cleveland 2                                                                               |
| 1989-90             | 42   | 40   | .512 | Pierde 1.ª Ronda                                                                        | Philadelphia 3, Cleveland 2                                                                          |
| 1990-91             | 33   | 49   | .402 |                                                                                         | |
| 1991-92             | 57   | 25   | .695 | Gana 1.ª Ronda Gana Semifinales Conferencia Pierde Finales Conferencia                  | Cleveland 3, New Jersey 2 Cleveland 4, Boston 3 Chicago 4, Cleveland 2                               |
| 1992-93             | 54   | 28   | .659 | Gana 1.ª Ronda Pierde Semifinales Conferencia                                           | Cleveland 3, New Jersey 2 Chicago 4, Cleveland 0                                                     |
| 1993-94             | 47   | 35   | .573 | Pierde 1.ª Ronda                                                                        | Chicago 3, Cleveland 0                                                                               |
| 1994-95             | 43   | 39   | .524 | Pierde 1.ª Ronda                                                                        | New York 3, Cleveland 1                                                                              |
| 1995-96             | 47   | 35   | .573 | Pierde 1.ª Ronda                                                                        | New York 3, Cleveland 0                                                                              |
| 1996-97             | 42   | 40   | .512 |                                                                                         | |
| 1997-98             | 47   | 35   | .573 | Pierde 1.ª Ronda                                                                        | Indiana 3, Cleveland 1                                                                               |
| 1998-99             | 22   | 28   | .440 |                                                                                         | |
| 1999-00             | 32   | 50   | .390 |                                                                                         | |
| 2000-01             | 30   | 52   | .366 |                                                                                         | |
| 2001-02             | 29   | 53   | .354 |                                                                                         | |
| 2002-03             | 17   | 65   | .207 |                                                                                         | |
| 2003-04             | 35   | 47   | .427 |                                                                                         | |
| 2004-05             | 42   | 40   | .512 |                                                                                         | |
| 2005-06             | 50   | 32   | .610 | Gana 1.ª Ronda Pierde Semifinales Conferencia                                           | Cleveland 4, Washington 2 Detroit 4, Cleveland 3                                                     |
| 2006-07             | 50   | 32   | .610 | Gana 1.ª Ronda Gana Semifinales Conferencia Gana Finales Conferencia Pierde Finales NBA | Cleveland 4, Washington 0 Cleveland 4 New Jersey 2 Cleveland 4, Detroit 2 San Antonio 4, Cleveland 0 |
| 2007-08             | 45   | 37   | .549 | Gana 1.ª Ronda Pierde Semifinales Conferencia                                           | Cleveland 4, Washington 2 Boston 4, Cleveland 3                                                      |
| 2008-09             | 66   | 16   | .804 | Gana 1.ª Ronda Gana Semifinales Conferencia Pierde Finales Conferencia                  | Cleveland 4, Detroit 0 Cleveland 4, Atlanta 0 Orlando 4, Cleveland 2                                 |
| 2009-10             | 61   | 21   | .744 | Gana 1.ª Ronda Pierde Semifinales Conferencia                                           | Cleveland 4, Chicago 1 Boston 4, Cleveland 2                                                         |
| 2010-11             | 19   | 63   | .232 |                                                                                         | |
| 2011-12             | 21   | 45   | .318 |                                                                                         | |
| 2012-13             | 24   | 58   | .293 |                                                                                         | |
| 2013-14             | 33   | 49   | .402 |                                                                                         | |
| 2014-15             | 53   | 29   | .646 | Gana 1.ª Ronda Gana Semifinales Conferencia Gana Finales Conferencia Pierde Finales NBA | Cleveland 4, Boston 0 Cleveland 4 Chicago 2 Cleveland 4, Atlanta 0 Golden State 4, Cleveland 2       |
| 2015-16             | 57   | 25   | .695 | Gana 1.ª Ronda Gana Semifinales Conferencia Gana Finales Conferencia Gana Finales NBA   | Cleveland 4, Detroit 0 Cleveland 4, Atlanta 0 Cleveland 4, Toronto 2 Cleveland 4, Golden State 3     |
| 2016-17             | 51   | 31   | .622 | Gana 1.ª Ronda Gana Semifinales Conferencia Gana Finales Conferencia Pierde Finales NBA | Cleveland 4, Indiana 0 Cleveland 4 Toronto 0 Cleveland 4, Boston 1 Golden State 4, Cleveland 1       |
| 2017-18             | 50   | 32   | .610 | Gana 1.ª Ronda Gana Semifinales Conferencia Gana Finales Conferencia Pierde Finales NBA | Cleveland 4, Indiana 3 Cleveland 4 Toronto 0 Cleveland 4, Boston 3 Golden State 4, Cleveland 0       |
| 2018-19             | 19   | 63   | .232 |                                                                                         | |
| 2019-20             | 19   | 46   | .292 |                                                                                         | |
| 2020-21             | 22   | 50   | .306 |                                                                                         | |
| 2021-22             | 44   | 38   | .537 |                                                                                         | |
| 2022-23             | 51   | 31   | .622 | Pierde 1.ª Ronda                                                                        | New York 4, Cleveland 1                                                                              |
| 2023-24             | 48   | 34   | .585 | Gana 1.ª Ronda Pierde Semifinales Conferencia                                           | Cleveland 4, Orlando 3 Boston 4, Cleveland 1                                                         |
| 2024-25             | 64   | 18   | .780 | Gana 1.ª Ronda Pierde Semifinales Conferencia                                           | Cleveland 4, Miami 0 Indiana 4, Cleveland 1                                                          |
| Totales             | 2096 | 2339 | .473 |                                                                                         | |
| Playoffs            | 136  | 119  | .533 | 1 Campeonato                                                                            | 1 Campeonato                                                                                         |

## Jugadores

### Miembros delBasketball Hall of Fame
- Wayne Embry (Antiguo presidente y primer afroamericano en serlo en la historia de la NBA; incluido en el Hall of Fame como contribuidor)
- Nate Thurmond
- Lenny Wilkens (tanto como jugador como entrenador)

### Números retirados
- 7 Bingo Smith, alero, 1970-79
- 11 Žydrūnas Ilgauskas, pívot, 1997-2010
- 22 Larry Nance, alero, 1988-94
- 25 Mark Price, base, 1986-95
- 34 Austin Carr, base, 1971-80
- 42 Nate Thurmond, pívot, 1975-77
- 43 Brad Daugherty, pívot, 1986-94

### Líderes estadísticos
Puntos totales temporada regular
| #                                               | Jugador            | Temporadas                    | Promedio | Partidos | Total  |
| ----------------------------------------------- | ------------------ | ----------------------------- | -------- | -------- | ------ |
| 1                                               | LeBron James       | 2003 - 2010 / 2014 - 2018     | 27,2     | 849      | 23 119 |
| 2                                               | Žydrūnas Ilgauskas | 1997 - 2010 (13)              | 13,9     | 761      | 10 616 |
| 3                                               | Brad Daugherty     | 1986 - 1994 (8)               | 18,7     | 548      | 10 389 |
| 4                                               | Austin Carr        | 1971 - 1980 (10)              | 16,2     | 635      | 10 265 |
| 5                                               | Mark Price         | 1986 - 1995 (9)               | 20,6     | 582      | 9788   |
| 6                                               | Bingo Smith        | 1970 - 1980 (10)              | 19,3     | 720      | 9288   |
| 7                                               | Hot Rod Williams   | 1986 - 1995 (9)               | 12,9     | 661      | 8504   |
| 8                                               | Kyrie Irving       | 2011 - 2017 (6)               | 21,6     | 381      | 8232   |
| 9                                               | Larry Nance        | 1987 - 1994 (7)               | 14,1     | 513      | 7257   |
| 10                                              | Campy Russell      | 1974 - 1980 / 1984 - 1985 (7) | 12,9     | 512      | 6588   |
| Actualizados al final de la temporada 2017 - 18 |                    |                               |          |          |        |

Rebotes totales temporada regular
| #                                      | Jugador            | Temporadas                | Promedio | Partidos | Total |
| -------------------------------------- | ------------------ | ------------------------- | -------- | -------- | ----- |
| 1                                      | LeBron James       | 2003 - 2010 / 2014 - 2018 | 7,4      | 849      | 6190  |
| 2                                      | Žydrūnas Ilgauskas | 1997 - 2010 (13)          | 7,8      | 761      | 5904  |
| 3                                      | Brad Daugherty     | 1986 - 1994 (8)           | 9,5      | 548      | 5227  |
| 4                                      | Hot Rod Williams   | 1986 - 1995 (9)           | 7,1      | 661      | 4669  |
| 5                                      | Anderson Varejão   | 2004 - 2016 (12)          | 7,5      | 591      | 4434  |
| 6                                      | Tristan Thompson   | 2011 - 2018               | 8,4      | 519      | 4378  |
| Nota actualizados a 9 de junio de 2018 |                    |                           |          |          |       |

Asistencias totales temporada regular
| #                                      | Jugador         | Temporadas                | Promedio | Partidos | Total |
| -------------------------------------- | --------------- | ------------------------- | -------- | -------- | ----- |
| 1                                      | LeBron James    | 2003 - 2010 / 2014 - 2018 | 7,1      | 767      | 5481  |
| 2                                      | Mark Price      | 1986 - 1995 (9)           | 7,2      | 582      | 4206  |
| 3                                      | John Bagley     | 1982 - 1987 (5)           | 6,2      | 375      | 2311  |
| 4                                      | Terrell Brandon | 1991 - 1997 (6)           | 4,9      | 457      | 2235  |
| 5                                      | Foots Walker    | 1974 - 1980 (6)           | 5,0      | 427      | 2115  |
| 6                                      | Kyrie Irving    | 2011 - 2017 (6)           | 5,5      | 381      | 2114  |
| Nota actualizados a 9 de junio de 2018 |                 |                           |          |          |       |

## Entrenadores
| - Bill Fitch 1970-1979 - Stan Albeck 1979-1980 - Bill Musselman 1980-1981 - Don Delaney 1980-1982 - Bob Kloppenburg 1981-1982 - Chuck Daly 1981-1982 - Bill Musselman 1981-1982 - Tom Nissalke 1982-1984 - George Karl 1984-1986 - Gene Littles 1985-1986 - Lenny Wilkens 1986-1993 - Mike Fratello 1993-1999 - Randy Wittman 1999-2001 | - John Lucas 2001-2003 - Keith Smart 2002-2003 - Paul Silas 2003-2005 - Brendan Malone 2004-2005 - Mike Brown 2005-2010 - Byron Scott 2010-2013 - Mike Brown 2013-2014 - David Blatt 2014-2016 - Tyronn Lue 2016-2018 - Larry Drew 2018-2019 - John Beilein 2019-2020 - J. B. Bickerstaff 2020-2024 - Kenny Atkinson 2024-act. |

## Gestión

### General Managers
| GM            | Periodo       |
| ------------- | ------------- |
| Nick Mileti   | 1970–1973     |
| Bill Fitch    | 1973–1979     |
| Ron Hrovat    | 1979–1980     |
| Don Delaney   | 1980–1982     |
| Harry Weltman | 1982–1986     |
| Wayne Embry   | 1986–1999     |
| Jim Paxson    | 1999–2005     |
| Danny Ferry   | 2005–2010     |
| Chris Grant   | 2010–2014     |
| David Griffin | 2014–2017     |
| Koby Altman   | 2017–2022     |
| Mike Gansey   | 2022–presente |

## Premios
| MVP de la Temporada - LeBron James - 2009, 2010 Rookie del Año - LeBron James - 2004 - Kyrie Irving - 2012 Mejor Defensor de la NBA - Evan Mobley – 2025 Mejor Entrenador del Año - Bill Fitch - 1976 - Mike Brown - 2009 - Kenny Atkinson - 2025 MVP de las Finales NBA - LeBron James - 2016 Ejecutivo del Año - Wayne Embry - 1992, 1998 | Mejor Quinteto de la Temporada - Mark Price - 1993 - LeBron James - 2006, 2008, 2009, 2010, 2015, 2016, 2017, 2018 Segundo Mejor Quinteto de la Temporada - LeBron James - 2005, 2007 - Donovan Mitchell - 2023 Tercer Mejor Quinteto de la Temporada - Mark Price - 1989, 1992, 1994 - Brad Daugherty - 1992 - Kyrie Irving - 2015 Mejor Quinteto Defensivo - Larry Nance - 1989 - LeBron James - 2009, 2010 - Evan Mobley - 2023 Segundo Mejor Quinteto Defensivo - Jim Cleamons - 1976 - Jim Brewer - 1976, 1977 - Larry Nance - 1992, 1993 - Bobby Phills - 1996 - Anderson Varejão - 2010 | Mejor Quinteto de Rookies - Austin Carr - 1972 - Dwight Davis - 1973 - Brad Daugherty - 1987 - Ron Harper - 1987 - John "Hot Rod" Williams - 1987 - Brevin Knight - 1998 - Žydrūnas Ilgauskas - 1998 - Andre Miller - 2000 - LeBron James - 2004 - Kyrie Irving - 2012 - Dion Waiters - 2013 - Evan Mobley - 2022 Segundo Mejor Quinteto de Rookies - Terrell Brandon - 1992 - Cedric Henderson - 1998 - Derek Anderson - 1998 - Chris Mihm - 2001 - Carlos Boozer - 2003 - Tristan Thompson - 2012 - Tyler Zeller - 2013 - Isaac Okoro - 2021 |

### NBA All-Star
| All-Star Game de la NBA - John Johnson – 1971, 1972 - Butch Beard – 1972 - Lenny Wilkens – 1973, 1989 (Entrenador) - Austin Carr – 1974 - Campy Russell – 1979 - Mike Mitchell – 1981 - Brad Daugherty – 1988, 1989, 1991, 1992, 1993 - Larry Nance – 1989, 1993 - Mark Price – 1989, 1992, 1993, 1994 - Tyrone Hill – 1995 - Terrell Brandon – 1996, 1997 - Shawn Kemp – 1998* - Žydrūnas Ilgauskas – 2003, 2005 - LeBron James – 2005*, 2006* (MVP), 2007*, 2008* (MVP), 2009* 2010*, 2015*, 2016*, 2017*, 2018* - Mo Williams – 2009 - Mike Brown – 2009 (Entrenador) - Kyrie Irving – 2013*, 2014* (MVP), 2015, 2017* - Tyronn Lue - 2016 (Entrenador) - Kevin Love - 2017, 2018 - Darius Garland - 2022 - Jarrett Allen - 2022 * Titular Concurso de Triples - Mark Price – 1988 (5.º), 1990 (7.º), 1993 (1.º), 1994 (1.º) - Craig Ehlo – 1990 (5.º), 1992 (6.º) - Bob Sura – 2000 (8.º) - Wesley Person – 2002 (2.º) - Damon Jones – 2007 (5.º) - Daniel Gibson – 2008 (2.º) - Kyrie Irving – 2013 (1.º), 2014 (4.º), 2015 (2.º), 2017 (2.º) |  | Concurso de Mates - Roy Hinson – 1986 (7.º) - Ron Harper – 1987 (5.º), 1989 (7.º) - Bob Sura – 1997 (5.º) - Larry Nance, Jr. – 2018 (2.º) Skills Challenge - LeBron James – 2006 (2.º), 2007 (3.º) - Mo Williams – 2009 (3.º) - Kyrie Irving – 2012 (7.º) Rookie Challenge - Chris Mills – 1994 - Bob Sura – 1996 - Vitaly Potapenko – 1997 - Žydrūnas Ilgauskas – 1998 (MVP) - Brevin Knight – 1998 - Cedric Henderson – 1998 - Derek Anderson – 1998 (DNP) - Andre Miller – 2000 (R), 2001 (S) - Chris Mihm – 2002 (S) - Carlos Boozer – 2003 (R), 2004 (S) - Dajuan Wagner – 2003 (R) - LeBron James – 2004 (R), 2005 (S) - Daniel Gibson – 2008 (S, MVP) - Kyrie Irving – 2012 (R, MVP), 2013 (S) - Tristan Thompson - 2012 (R), 2013(S) - Dion Waiters – 2013 (R), 2014 (S) - Tyler Zeller – 2013 (R) - Matthew Dellavedova – 2015 (Mundo) Two Ball - Wesley Person w/ Michelle Edwards – 1998 (7.º) - Trajan Langdon w/ Eva Nemcova – 2001 (2.º) |